# Nationale Straßen-Radsportmeister 2014
Die ersten Nationalen Straßen-Radsportmeisterschaften 2014 werden im Januar in Australien und Neuseeland ausgetragen. In den meisten anderen Nationen hingegen finden die jeweiligen Austragungen Ende Juni statt.
| Nation                       | Trikot | Straßenrennen – Männer      | Einzelzeitfahren – Männer | Straßenrennen – Frauen  | Einzelzeitfahren – Frauen |
| ---------------------------- | ------ | --------------------------- | ------------------------- | ----------------------- | ------------------------- |
| Albanien                     |        | Xhuliano Kamberaj           | Nikaj Iltjan              |                         |                           |
| Algerien                     |        | Abdelbasset Hannachi        | Azzedine Lagab            | Aicha Tihar             | Aicha Tihar               |
| Angola                       |        |                             | Igor Silva                |                         |                           |
| Antigua und Barbuda          |        | Jyme Bridges                | André Simon               |                         | Tamiko Butler             |
| Argentinien                  |        | Daniel Díaz                 | Laureano Rosas            | Valeria Müller          | Valeria Müller            |
| Aserbaidschan                |        | Elchin Asadov               | Elchin Asadov             |                         |                           |
| Australien                   |        | Simon Gerrans               | Michael Hepburn           | Gracie Elvin            | Felicity Wardlaw          |
| Äthiopien                    |        | Tsgabu Grmay                | Tsgabu Grmay              |                         |                           |
| Bahamas                      |        | Jay Major                   | Liam Holowesko            |                         |                           |
| Barbados                     |        | Philip Clarke               | Russell Elcock            |                         |                           |
| Belgien                      |        | Jens Debusschere            | Kristof Vandewalle        | Jolien D’hoore          | Ann-Sophie Duyck          |
| Belize                       |        | Edgar Arana                 | Edgar Arana               | Shalini Zabaneh         |                           |
| Benin                        |        | Augustin Amoussouvi         |                           |                         |                           |
| Bermuda                      |        | Shannon Lawrence            | Shannon Lawrence          | Nicole Mitchell         | Nicole Mitchell           |
| Bolivien                     |        | Óscar Soliz                 | Óscar Soliz               |                         |                           |
| Bosnien und Herzegowina      |        | Mujo Kurtović               | Nikica Atlagić            | Lejla Tanović           | Lejla Tanović             |
| Botswana                     |        | Bernardo Ayuso              | Bernardo Ayuso            |                         |                           |
| Brasilien                    |        | Antônio Garnero             | Pedro Nicácio             | Marcia Fernandes Silva  | Ana Paula Polegatch       |
| Bulgarien                    |        | Nikolaj Michajlow           | Stefan Christow           |                         |                           |
| Burkina Faso                 |        | Salfo Bikienga              |                           |                         |                           |
| Chile                        |        | Lino Arriagada              | Jonathan Guzman           |                         |                           |
| Costa Rica                   |        | Juan Carlos Rojas           | Josué González            | Paula Herrera           | Edith Guillén             |
| Curaçao                      |        | Manuel Seintje              |                           |                         |                           |
| Dänemark                     |        | Michael Valgren             | Rasmus Christian Quaade   | Amalie Dideriksen       | Julie Leth                |
| Demokratische Republik Kongo |        | Bumba Dukwa                 |                           |                         |                           |
| Deutschland                  |        | André Greipel               | Tony Martin               | Lisa Brennauer          | Lisa Brennauer            |
| Dominikanische Republik      |        | Diego Milán                 | Augusto Sánchez           |                         |                           |
| Ecuador                      |        | Byron Guamá                 | José Ragonessi            |                         | Jazmin Taborda            |
| El Salvador                  |        | Rafael Carías               | Rafael Carías             | Xenia Estrada           | Xenia Estrada             |
| Elfenbeinküste               |        | Bassirou Konté              |                           | Amoin Kouassi           |                           |
| Eritrea                      |        | Amanuel Ghebreigzabhier     | Natnael Berhane           | Wehazit Kidane          | Wehazit Kidane            |
| Estland                      |        | Alo Jakin                   | Gert Jõeäär               | Liisi Rist              | Liisi Rist                |
| Fidschi                      |        | Jacob Salcone               | Jacob Salcone             | Bex O’Connor            |                           |
| Finnland                     |        | Jussi Veikkanen             | Samuel Pökälä             | Lotta Lepistö           | Vivi Puskala              |
| Frankreich                   |        | Arnaud Démare               | Sylvain Chavanel          | Pauline Ferrand-Prévot  | Pauline Ferrand-Prévot    |
| Gabun                        |        | Geoffrois Ngandamba         | Geoffrois Ngandamba       |                         |                           |
| Georgien                     |        | Giorgi Nareklishvili        | Besik Gavasheli           |                         |                           |
| Griechenland                 |        | Georgios Bouglas            | Polychronis Tzortzakis    | Barvara Fasoh           | Athina Chatzistili        |
| Großbritannien               |        | Peter Kennaugh              | Bradley Wiggins           | Laura Trott             | Emma Pooley               |
| Guatemala                    |        | Nervin Jiatz                | Manuel Rodas              | Cynthia Lee             | Cynthia Lee               |
| Guyana                       |        | Geron Williams              | Raynauth Jeffrey          |                         |                           |
| Honduras                     |        | José Canales                |                           |                         |                           |
| Hongkong                     |        | King Lok Cheung             | King Lok Cheung           | Zhao Juan Meng          | Wan Yiu Jamie Wong        |
| Indien                       |        | Shridhar Savanur            | John Naveen               |                         |                           |
| Indonesien                   |        | Endra Wijaya                |                           | Ayustina Delia Priatna  |                           |
| Iran                         |        | Rahim Ememi                 | Alireza Haghi             | Maryam Jalaliyeh        | Maryam Jalaliyeh          |
| Irland                       |        | Ryan Mullen                 | Michael Hutchinson        | Fiona Meade             | Caroline Ryan             |
| Island                       |        | Ingvar Ómarsson             | Hákon Hrafn Sigurðsson    |                         |                           |
| Israel                       |        | Niv Libner                  | Yoav Bär                  | Paz Bash                |                           |
| Italien                      |        | Vincenzo Nibali             | Adriano Malori            | Elena Cecchini          | Elisa Longo Borghini      |
| Jamaika                      |        | Samuels Oneil               | Andre Jackson             | Dahlia Palmer           | Jennifer Hilton           |
| Japan                        |        | Jun’ya Sano                 | Fumiyuki Beppu            | Mayuko Hagiwara         | Yumi Kajihara             |
| Cayman Islands               |        | Pedro López                 |                           |                         |                           |
| Kanada                       |        | Svein Tuft                  | Svein Tuft                | Leah Kirchmann          | Leah Kirchmann            |
| Kasachstan                   |        | Ilja Dawidenok              | Daniil Fominych           |                         |                           |
| Kolumbien                    |        | Miguel Rubiano              | Pedro Herrera             | Valentina Paniagua      | Serika Guluma             |
| Kosovo                       |        | Qëndrim Guri                |                           |                         |                           |
| Kroatien                     |        | Radoslav Rogina             | Bruno Maltar              | Mia Radotić             | Mia Radotić               |
| Kuba                         |        | Arnold Aloclea              | Yeinier López             | Arlenis Sierra          | Yoanka González           |
| Lesotho                      |        | Phetetso Monese             |                           |                         |                           |
| Lettland                     |        | Andris Vosekalns            | Gatis Smukulis            |                         | Dana Rožlapa              |
| Libanon                      |        | Zaher El Hage               | Rachid Elias Abou         |                         |                           |
| Liechtenstein                |        | Gordian Banzer              | Ewald Wolf                |                         |                           |
| Litauen                      |        | Paulius Šiškevičius         | Ramūnas Navardauskas      | Aušrinė Trebaitė        | Aušrinė Trebaitė          |
| Luxemburg                    |        | Fränk Schleck               | Laurent Didier            | Christine Majerus       | Lara Carier               |
| Macau                        |        | Mgok Tong Ieong             |                           |                         |                           |
| Madagaskar                   |        | Zouzou Andriafenomananiaina | Stéphane Lacas            |                         |                           |
| Mali                         |        | Diakaridia Sangare          |                           |                         |                           |
| Malta                        |        | Maurice Formosa             |                           |                         |                           |
| Marokko                      |        | Adil Jelloul                | Soufiane Haddi            | Fatima Zahra El Hiyani  |                           |
| Mauritius                    |        | Steward Pharmasse           | Mike Chong Chin           |                         |                           |
| Mexiko                       |        | Ignacio Sarabia             | Bernardo Colex junior     | Ana Casas               | Verónica Leal             |
| Moldau                       |        | Sergio Cioban               | Sergio Cioban             |                         |                           |
| Namibia                      |        | Costa Seibeb                | Till Drobisch             |                         |                           |
| Neuseeland                   |        | Hayden Roulston             | Taylor Gunman             | Rushlee Buchanan        | Jaime Nielsen             |
| Nicaragua                    |        |                             | Walter Gaitán             |                         |                           |
| Niederlande                  |        | Sebastian Langeveld         | Tom Dumoulin              | Iris Slappendel         | Annemiek van Vleuten      |
| Nordmazedonien               |        | Stefan Petrovski            | Veli Sadiki               |                         | Anyeta Antovska           |
| Norwegen                     |        | Tormod Jacobsen             | Reidar Borgersen          | Camilla Indset Sorgjerd | Trude Karlsen             |
| Österreich                   |        | Riccardo Zoidl              | Matthias Brändle          | Jacqueline Hahn         | Martina Ritter            |
| Pakistan                     |        | Ahmad Nisar Kasi            | Ali Muhammad Sabir        |                         |                           |
| Panama                       |        | Fernando Ureña              | Yelko Gómez               | Yineth Cubilla          | Emma Jorge                |
| Paraguay                     |        | Heiko Grobenstieg           | Gustavo Miño              |                         |                           |
| Peru                         |        | Herbert Chávez              | Alexey Limaylla           | Delia López             | Noemi Yucra               |
| Polen                        |        | Bartłomiej Matysiak         | Michał Kwiatkowski        | Pauline Guz             | Eugenia Bujak             |
| Puerto Rico                  |        | Efrén Ortega                |                           | Donely Cariño           |                           |
| Portugal                     |        | Nélson Oliveira             | Nélson Oliveira           | Celina Carpinteiro      | Katarina Larsson          |
| Republik Kongo               |        | Wilfrid Tsoukina Mboko      | Wilfrid Tsoukina Mboko    |                         |                           |
| Ruanda                       |        | Valens Ndayisenga           | Valens Ndayisenga         | Jeanne D’arc Girubuntu  | Jeanne D’arc Girubuntu    |
| Rumänien                     |        |                             | Andrei Nechita            | Nicoleta-Lavinia Rolea  | Beata Adrienne Piringer   |
| Russland                     |        | Alexander Porsew            | Anton Worobjow            | Tatjana Antoschina      | Tatjana Antoschina        |
| Schweden                     |        | Michael Olsson              | Alexander Gingsjö         | Emma Johansson          | Emma Johansson            |
| Schweiz                      |        | Martin Elmiger              | Fabian Cancellara         | Mirjam Gysling          | Linda Indergand           |
| Senegal                      |        | Abdoulaye Thiam             |                           |                         |                           |
| Serbien                      |        | Miloš Borisavljević         | Gabor Kasa                | Jelena Erić             | Jelena Erić               |
| Seychellen                   |        | Ahmad Arissol               | Xerxes Larue              |                         |                           |
| Simbabwe                     |        | Dave Martin                 | Dave Martin               | Shelley Kaschula        | Shelley Kaschula          |
| Spanien                      |        | Jon Izaguirre               | Alejandro Valverde        | Anna Ramírez            | Leire Olaberria           |
| Slowakei                     |        | Peter Sagan                 | Peter Velits              | Monika Kadlecová        | Michaela Malarikova       |
| Slowenien                    |        | Matej Mugerli               | Gregor Gazvoda            | Polona Batagelj         | Polona Batagelj           |
| St. Lucia                    |        | Kurt Maraj                  |                           |                         |                           |
| Südafrika                    |        | Louis Meintjes              | Daryl Impey               | Ashleigh Moolman        | Ashleigh Moolman          |
| Südkorea                     |        | Seo Joon-yong               |                           | Na Ah-reum              |                           |
| Suriname                     |        | Murwin Arumjo               | Ruben Vismale             |                         |                           |
| Syrien                       |        | Yalmaz Habash               |                           | Roba Helane             |                           |
| Thailand                     |        | Peerapol Chawchiangkwang    | Phuchong Sai-Udomsin      | Supaksorn Nuntana       | Jaruwan Somrat            |
| Trinidad und Tobago          |        | Gevan Samuel                | Gevan Samuel              | -                       | Christiane Farah          |
| Tschechien                   |        | Zdeněk Štybar               | Jan Bárta                 | Martina Sáblíková       | Martina Sáblíková         |
| Tunesien                     |        | Rafaâ Chtioui               | Hassen Ben Nasser         | Noor Dissem             |                           |
| Türkei                       |        | Feritcan Şamlı              | Ahmet Örken               | Semra Yetis             | Semra Yetis               |
| Uganda                       |        | David Matovu                |                           |                         |                           |
| Ukraine                      |        | Witalij Buz                 | Andrij Wassyljuk          | Tatjana Riabschenko     | Tatjana Riabschenko       |
| Ungarn                       |        | Balázs Rózsa                | Gábor Fejes               | Diana Szuromine Pulfort | Veronika Anna Kormos      |
| Uruguay                      |        | Emanuel Yáñez               | Néstor Pías               |                         |                           |
| Usbekistan                   |        | Ruslan Karimov              | Murodjon Xolmurodov       | Olga Drobischewa        | Olga Drobischewa          |
| Venezuela                    |        | Xavier Quevedo              | Carlos Gálviz             | Danielys García         |                           |
| Vereinigte Arabische Emirate |        | Yousef Mirza Bani Hammad    | Yousef Mirza Bani Hammad  |                         |                           |
| Vereinigte Staaten           |        | Eric Marcotte               | Taylor Phinney            | Alison Powers           | Alison Powers             |
| Vietnam                      |        |                             | Duc Tam Trinh             |                         |                           |
| Volksrepublik China          |        | Zhao Jingbiao               | Wu Nan                    |                         |                           |
| Belarus                      |        | Jauheni Hutarowitsch        | Kanstanzin Siuzou         | Alena Amjaljussik       | Alena Amjaljussik         |
| Zypern                       |        | Armanto Archimandritis      | Michael Christodoulos     |                         |                           |

1. ↑  Bei fettgedruckten Nationen gibt es direkte Links zu den entsprechenden nationalen Straßen-Radmeisterschaften.
2. ↑  Die Meisterschaft in Mali war eine kombinierte Wertung aus Einzelzeitfahren und Straßenrennen.